# Aleksi Pulkkinen
Aleksi Pulkkinen (...) è un giocatore di football americano finlandese, che gioca come kicker per i South Alabama Jaguars.
Ha giocato inizialmente per gli Helsinki Wolverines, passando in seguito alla squadra universitaria statunitense dei South Alabama Jaguars